# Troy Van Leeuwen
 (février 2023).
Si vous disposez d'ouvrages ou d'articles de référence ou si vous connaissez des sites web de qualité traitant du thème abordé ici, merci de compléter l'article en donnant les références utiles à sa vérifiabilité et en les liant à la section « Notes et références ».
Pour les articles homonymes, voir Van Leeuwen.
Troy Van Leeuwen est un musicien multi-instrumentiste et producteur américain, né le 5 janvier 1970 à Los Angeles, Californie. Guitariste rythmique et solo des Queens of the Stone Age, avec lesquels il officie depuis 2002, il joue principalement de la guitare électrique, du lap-steel et du clavier. Communément appelé « TVL » par les fans, il a la particularité de toujours apparaître en costume-cravate sur scène. 

## Biographie
Le premier groupe avec qui il s'est associé est Cycle 60, où il apparaît sur deux de leurs albums jusqu'à la dissolution du groupe, à la fin des années 1990. Avant cela, il a joué dans quelques groupes basés en Californie comme Failure. Depuis, Troy a été crédité sur les albums de différents groupes parmi eux Korn, Coal Chamber, Deadsy, Crazy Town mais aussi en live avec Limp Bizkit.
Troy Van Leeuwen a par la suite été approché par Maynard James Keenan pour rejoindre A Perfect Circle. Troy Van Leeuwen a enregistré avec A Perfect Circle l'album Mer de Noms et quelques morceaux de l'album Thirteenth Step. Il quitte le groupe encore en studio pour rejoindre, sur la proposition de Josh Homme, Queens of the Stone Age sur la tournée de Songs for the Deaf en 2002 pour reproduire principalement les parties lap-steel en live. 
Depuis cette tournée, et malgré les changements de membres et notamment le départ de Nick Oliveri, il officie toujours au sein de Queens of the Stone Age. Il participe à la majeure partie des compositions avec Josh Homme et Joey Castillo sur Lullabies to Paralyze et Era Vulgaris. Enregistrant et tournant avec Queens of the Stone Age, il entre régulièrement en studio avec d'autres groupes aux influences diverses, parmi lesquels The Desert Sessions, Eagles of Death Metal, Mondo Generator, The Gutter Twins. Il monte en parallèle son propre groupe de rock, Enemy, dont il est le principal compositeur et chanteur. Leur premier album, Hooray for Dark Matter est sorti en juin 2006.
En 2009, il fonde le groupe Sweethead, nom tiré d'une chanson de David Bowie - avec Serrina Sims. Le premier EP The Great Disruptors sort en 2009 et un album éponyme en novembre 2010.

## Matériel
Troy van Leeuwen et Yamaha ont élaboré une guitare signature, la SA503 TVL. Il s'agit d'une guitare demi-caisse équipée de 3 micros, d'un système de switch permettant de multiples combinaisons de sons et d'un vibrato Bigsby.
En janvier 2014, Fender sort un modèle signature, la Troy Van Leeuwen Jazzmaster.
- AES1500
- AES Semi Hollow Series High Quality Arch Top Electric Guitar
- SA503TVL
- Custom SA bass
- Vox AC50CPH et Vox Ac30
- Fender Twin Reverb
- Gibson ES-135
- Fender Telecaster Deluxe '72  1972 "Keith Richards model" reissue.
- Fender Jaguar (utilisé durant la tournée Era Vulgaris et avec Sweethead).
- Fender Jazzmaster.
- Chandler Lap Steel

### Effets
- BOSS SD-1 Super Overdrive
- BOSS DD-3 Digital Delay
- BOSS RV-5 Digital Reverb
- D*A*M The Rooster
- D*A*M The Meathead
- Digitech Whammy
- Digitech Double Play Chorus
- Dunlop Carbon Copy
- Dunlop Crybaby Wah
- Dunlop Rotovibe
- Ernie Ball Volume Pedal
- Fulltone Mini-Deja Vibe
- Ground Control GCS
- Guyatone Spring Reverb
- Jacques MS-2 MeisterSinger Analog Chorus
- Korg DT-10 Tuner
- Lexicon Vortex
- Line 6 Delay Modeler
- Line 6 Mod Modeler
- Maxon FL-9 Flanger
- Maxon OD-9 Overdrive
- MXR (en) Dyna-Comp Compressor
- MXR Q-Zone (en)
- Lexicon Vortex
- T.C. Electronics G-Force
- Voodoo Lab Ground Control Pro
- Voodoo Labs Pedal Power 2